# Clarazella ampla
Clarazella ampla is een rechtvleugelig insect uit de familie Ommexechidae. De wetenschappelijke naam van deze soort is voor het eerst geldig gepubliceerd in 1918 door Rehn.